# Comté d'Elliott
Le comté d'Elliott est un comté de l'État du Kentucky, aux États-Unis, fondé en 1869. Son siège est basé à Sandy Hook.

## Histoire
Le comté a été fondé le 1er avril 1869, issu en partie des comtés de Morgan, Lawrence et Carter.

## Démographie
Au recensement des États-Unis de 2010, le comté compte 7 852 habitants, soit 0,2 % de la population de l'État. La population du comté est actuellement en baisse : elle est estimée à 7 648 habitants en 2015 et 7 588 en 2016.
En 2010, les hommes représentent 56 % de la population, alors qu'au niveau du Kentucky et des États-Unis, les femmes comptent pour 50,8 % de la population. L'âge médian est de 39,9 ans.
Le comté d'Elliott a une population très majoritairement blanche : 95,6 % des habitants sont blancs, contre 87,8 % dans le Kentucky et 72,4 % à l'échelle du pays. Les Afro-Américains représentent 3,4 % de la population ; les autres minorités comptent chacune pour moins d'un pour cent. 
Selon des chiffres de 2015, environ le tiers de la population vit dans la pauvreté, soit deux fois plus que dans le reste du Kentucky. Parmi les personnes âgées de plus de 25 ans, seuls 74,8 % sont diplômés d'une high school (contre 84,2 % dans l'État et 86,7 % dans le pays) et 7,5 % ont obtenu un bachelor degree ou un diplôme plus élevé (contre 22,3 % et 29,8 %).

## Politique
Le comté d'Elliott est historiquement un bastion du Parti démocrate. Généralement conservateurs sur les questions de société, ses habitants votent pour le Parti démocrate pour des raisons économiques et par tradition. En 2012, Barack Obama n'y remporte que 49,4 % des suffrages face à Mitt Romney, notamment handicapé par ses positions hostiles au charbon et favorables à l'avortement et au mariage homosexuel. Il s'agit alors du plus faible score jamais réalisé par un candidat démocrate à l'élection présidentielle. En 2016, le comté compte encore 4 581 démocrates pour 5 214 électeurs inscrits. Cependant lors de l'élection présidentielle, pour la première fois depuis sa création en 1869, les électeurs du comté votent pour un candidat républicain à une élection présidentielle, en accordant une majorité de 70,1 % de leurs voix à Donald Trump (contre 25,9 % pour la démocrate Hillary Clinton). 